# Leiopsammodius implicatus
Leiopsammodius implicatus är en skalbaggsart som beskrevs av Schmidt 1925. Leiopsammodius implicatus ingår i släktet Leiopsammodius och familjen Aphodiidae. Inga underarter finns listade i Catalogue of Life.